# لدونتا هنتون
لدونتا هنتون (انگلیسی: LaDontae Henton؛ زادهٔ ۶ ژانویهٔ ۱۹۹۲) بازیکن بسکتبال اهل ایالات متحده آمریکا است.
از باشگاه‌هایی که در آن بازی کرده‌است می‌توان به باشگاه بسکتبال رئال بتیس و باشگاه بسکتبال آندورا اشاره کرد.